# アル・シディク級ミサイル艇
アル・シディク級ミサイル艇（英語: Al-Siddiq-class missile boat）は、サウジアラビア海軍のミサイル艇の艦級。アメリカのウィスコンシン州にあるピーターソン造船所によって9隻が建造された。
当初はPGG-1から9までの記号・数字のみで呼ばれていたが、後にサウジアラビア王族の名前に由来する艦名が付与された。

## 設計
1977年2月に発注されたミサイル艇であり、設計は同年にタコマ・ボート造船所に発注されたバドル級コルベットと同じく、PCFG（高速ミサイル哨戒艇）設計に基づいている。バドル級と比較すると、推進機構成は同一だが兵装はやや縮小されており、対艦ミサイル搭載数は半分で対潜戦装備も搭載されていない。艦型は中央船楼型で、高速戦闘艇としては珍しく煙突を装備している。またフィンスタビライザーも設置されている。なお建造にあたっては、設計排水量を超過してしまい、就役の遅延につながった。
機関はCODOG方式で、高速航行用のLM2500 ガスタービンエンジン1基（23,000 shp）と巡航用のMTU 12V 652TB91ディーゼルエンジン2基（計3,485 bhp）を組み合わせて、2軸の可変ピッチプロペラを駆動している。艇のサイズと比較すると極めて高出力の機関であり、速力は高速航行時で38ノット、巡航時で25ノットを発揮できる。航続距離は14ノット時で2,900海里、30ノットで600海里である。

## 装備
本級は、艦砲用の射撃指揮システム（FCS）としてMk.92 mod.5を搭載するが、これはXバンドの捕捉・火器管制レーダーを備えており、アンテナは艦橋上部の球形レドーム内に収容されている。このほか、水上捜索/航海レーダーとして、マストにAN/SPS-55が搭載されている。また電子戦・対抗装備として、AN/SLQ-32(V)1 電波探知機と、Mk 137 6連装デコイ発射機2基を搭載している。
砲熕兵器としては、艦首甲板にMk 75 mod 0 62口径76mm単装速射砲（オート・メラーラ社のコンパット砲をFMC社がライセンス生産した砲）を、艦尾にはMk 15（ファランクス・ブロック0） 20mmCIWSを搭載している。また、上部構造物の艦尾側にはハープーン ブロック1B艦対艦ミサイルの連装発射筒2基を舷側に向けて設置している。このほか、70口径20mm機関砲、81mm迫撃砲2基、Mk19 40mm自動擲弾銃2基を装備している。
本級はサウジアラビア海軍の軍務では概ね成功を収めており、就役以来大きな改良は行われていないが、「サファイア」前方監視赤外線装置とリンクW データリンクシステムが後日装備されている。

## 同型艦

### 一覧表
| 番号 | 艦名                           | 建造所             | 進水            | 就役            | 状況 |
| ---- | ------------------------------ | ------------------ | --------------- | --------------- | ---- |
| 511  | アル・シディク Al Siddiq       | ピーターソン造船所 | 1979年 9月22日  | 1980年 12月15日 | 現役 |
| 513  | アル・ファロウク Al Farouq     | ピーターソン造船所 | 1980年 5月17日  | 1981年 6月22日  | 現役 |
| 515  | アブドゥル・アジズ Abdul Aziz  | ピーターソン造船所 | 1980年 8月23日  | 1981年 9月3日   | 現役 |
| 517  | ファイサル Faisal              | ピーターソン造船所 | 1980年 11月15日 | 1981年 11月23日 | 現役 |
| 519  | クハリドゥ Khalid              | ピーターソン造船所 | 1981年 3月23日  | 1982年 1月11日  | 現役 |
| 521  | アミール Amyr                  | ピーターソン造船所 | 1981年 6月13日  | 1982年 6月21日  | 現役 |
| 523  | タリク Tariq                   | ピーターソン造船所 | 1981年 9月23日  | 1982年 8月11日  | 現役 |
| 525  | オクバー Oqbah                 | ピーターソン造船所 | 1981年 12月12日 | 1982年 10月18日 | 現役 |
| 527  | アブー・オバイダー Abu Obaidah | ピーターソン造船所 | 1982年 4月3日   | 1982年 12月6日  | 現役 |

### 運用史
「ファイサル」は1991年の湾岸戦争中に損害を受けたが、修理を受けて1994年に復帰した。
2009年時点で、「アミール」と「タリク」はジッダ、残りの艇はアル・ジュバイルを拠点としている。2023年時点で全艇が現役である。